# Трубопровід наземний
Трубопровід наземний (рос. трубопровод наземный; англ. surface pipeline, above-ground pipeline; нім. Dammrohrleitung, oberirdisch verlegte Rohrleitung f) — комплекс споруд для транспортування газоподібних, рідких або твердих продуктів, що прокладається на ділянках з високим рівнем ґрунтових вод, боліт і т. ін. Т.н. може бути незаглибленим (відстань від осі труби до поверхні ґрунту бл. 0,2 Дз, де Дз — зовнішній діаметр труби) або напівзаглибленим (відстань від верхньої твірної труби до поверхні ґрунту менше 0,6 Дз). Незаглиблені і напівзаглиблені трубопроводи бувають відкритими (без обваловування), в насипі і плаваючими. Т.н. складається з прямолінійних і компенсаційних ділянок. Область застосування Т.н. обмежується тим, що ґрунтовий насип над трубою порушує природний стан земельної поверхні і природний водостік, створює штучну перешкоду транспортному руху; застосування Т.н. в густонаселених та сільськогосподарських районах недоцільне.